# Pascal Rakotomavo
Pascal Rakotomavo (1 de abril de 1934 - 14 de dezembro de 2010) foi um político de Madagascar.
Rakotomavo foi Ministro das Finanças e da Economia entre 1982 e 1989 e Conselheiro Especial do então presidente Didier Ratsiraka, de 1989 a 1993. Foi ainda governador da província de Antananarivo de junho de 2001 a 2002.